# Hanna Andersson
För andra betydelser, se Hanna Andersson (olika betydelser).

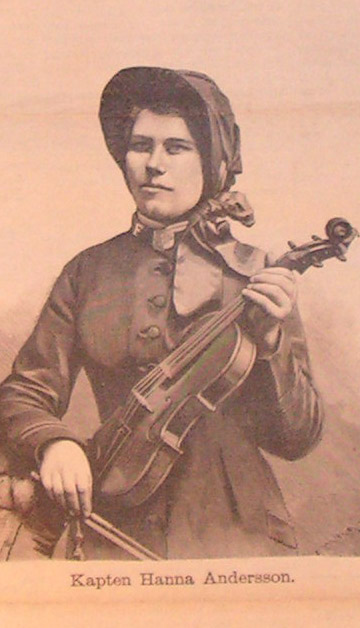
Hanna Andersson. Publicerad i Stridsropet nummer 21, oktober 1885.

Hanna Andersson, född i Rasbo socken utanför Uppsala 1858, död 1938, var en svensk sångförfattare, musikant och frälsningssoldat. 

## Biografi
Andersson blev frälst vid 18 års ålder, bosatte sig i Stockholm 1881 och blev frälsningssoldat 1883. Samma år blev hon den första frälsningssoldaten i Sverige som fick fullmakt som frälsningsofficer. Hon var kårledare vid kårerna Stockholm I, Göteborg I, Visby, Malmö I (1887), Karlstad (1887) och Eskilstuna (1891). Därefter hade hon uppdrag vid högkvarteret och som föreståndare vid Rönninge vilohem. Som predikant beskrivs hon som energisk och kraftfull: 
"Hanna Andersson var i sin krafts dagar en kraftkvinna av första ordningen både på, bakom och nedanför plattformen. Djärv, företagsam och energisk ledde hon sina kårer till seger även under starkt motstånd och stora svårigheter. Hon predikade som en profetissa med en kraftig stämma i barytonläge."
Som musikant fick hon namnet Bergsprängerskan och var känd för sina kraftfulla framföranden: 
"Hon blåste kornett och spelade fiol och övade upp musikkårer. Hon sjöng solo och ackompanjerade sig själv på violinen, vars strängar i ivern och hänförelsen ofta brusto den ena efter den andra, men så länge det fanns en sträng kvar, så länge saknade inte Hanna Anderssons solosånger kraftigt ackompanjemang."
1908 gick Andersson i pension. Hon finns representerad i Frälsningsarméns sångbok 1990 (FA).

## Sånger
- Det närmar sig målet, jag sjunger med fröjd  (FA nr 678) skriven 1884.